# Dieulouard
Pour les articles homonymes, voir Dieulouard (homonymie).
Dieulouard est une commune française située dans le département de Meurthe-et-Moselle en région Grand Est.

## Géographie

### Localisation
Le territoire de la commune est limitrophe de ceux de 9 communes :
| Jezainville     | Blénod-lès-Pont-à-Mousson | Loisy                             |
| Griscourt       | Dieulouard                | Bezaumont, Autreville-sur-Moselle |
| Villers-en-Haye | Saizerais                 | Belleville                        |

### Hydrographie

#### Réseau hydrographique
La commune est dans le bassin versant du Rhin, au sein du bassin Rhin-Meuse. Elle est drainée par la Moselle, la Moselle canalisée, le ruisseau d'Esche, le ruisseau la Bouillante et le ruisseau la Natagne,.
La Moselle, d'une longueur totale de 560 kilomètres dont 314 kilomètres en France, prend sa source dans le massif des Vosges au col de Bussang et se jette dans le Rhin à Coblence en Allemagne. Entre les deux bras de la Moselle, en amont de Dieulouard, se trouvent des étangs où l'on peut se livrer à la pêche.
L'Esch, d'une longueur de 46 km, prend sa source dans la commune de Geville et se jette  dans la Moselle à Blénod-lès-Pont-à-Mousson, après avoir traversé 19 communes. Les caractéristiques hydrologiques de l'Esch sont données par la station hydrologique située sur la commune de Jezainville. Le débit moyen mensuel est de 1,38 m3/s. Le débit moyen journalier maximum est de 34,9 m3/s, atteint lors de la crue du 26 mai 1983. Le débit instantané maximal est quant à lui de 37,3 m3/s, atteint le même jour.

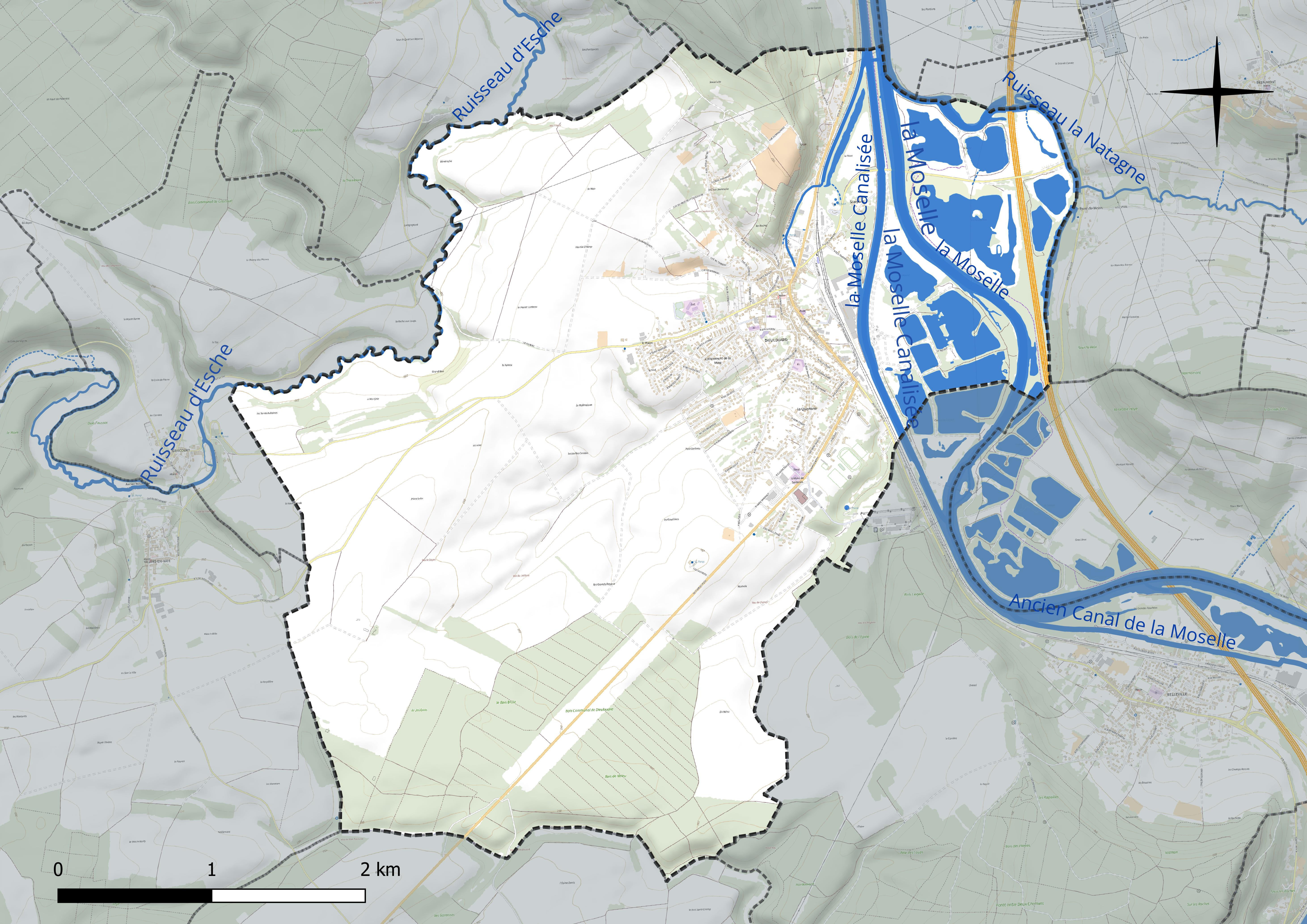
Réseau hydrographique de Dieulouard.

#### Gestion et qualité des eaux
Le territoire communal est couvert par le schéma d'aménagement et de gestion des eaux (SAGE) « Rupt de Mad, Esch, Trey ». Ce document de planification concerne les bassins versants du Rupt de Mad, de l’Esch et du Trey. Le périmètre a été arrêté le 2 juin 2014, la commission locale de l'eau (CLE) a été créée le 20 juin 2017, puis modifiée le 26 mars 20210. La structure porteuse de l'élaboration et de la mise en œuvre est le Parc naturel régional de Lorraine.
La qualité des cours d’eau peut être consultée sur un site dédié géré par les agences de l’eau et l’Agence française pour la biodiversité.

### Climat
Pour des articles plus généraux, voir Climat du Grand Est et Climat de Meurthe-et-Moselle.
En 2010, le climat de la commune est de type climat des marges montargnardes, selon une étude du Centre national de la recherche scientifique s'appuyant sur une série de données couvrant la période 1971-2000. En 2020, Météo-France publie une typologie des climats de la France métropolitaine dans laquelle la commune est exposée à un climat semi-continental et est dans la région climatique Lorraine, plateau de Langres, Morvan, caractérisée par un hiver rude (1,5 °C), des vents modérés et des brouillards fréquents en automne et hiver.
Pour la période 1971-2000, la température annuelle moyenne est de 9,9 °C, avec une amplitude thermique annuelle de 16,7 °C. Le cumul annuel moyen de précipitations est de 755 mm, avec 11,7 jours de précipitations en janvier et 9 jours en juillet. Pour la période 1991-2020, la température moyenne annuelle observée sur la station météorologique de Météo-France la plus proche, « Nancy-Essey », sur la commune de Tomblaine à 20 km à vol d'oiseau, est de 11,0 °C et le cumul annuel moyen de précipitations est de 746,3 mm. 
La température maximale relevée sur cette station est de 40,1 °C, atteinte le 24 juillet 2019 ; la température minimale est de −24,8 °C, atteinte le 21 février 1956,,.
Les paramètres climatiques de la commune ont été estimés pour le milieu du siècle (2041-2070) selon différents scénarios d'émission de gaz à effet de serre à partir des nouvelles projections climatiques de référence DRIAS-2020. Ils sont consultables sur un site dédié publié par Météo-France en novembre 2022.

## Urbanisme

### Typologie
Au 1er janvier 2024, Dieulouard est catégorisée bourg rural, selon la nouvelle grille communale de densité à sept niveaux définie par l'Insee en 2022.
Elle appartient à l'unité urbaine de Dieulouard, une unité urbaine monocommunale constituant une ville isolée,. Par ailleurs la commune fait partie de l'aire d'attraction de Nancy, dont elle est une commune de la couronne,. Cette aire, qui regroupe 353 communes, est catégorisée dans les aires de 200 000 à moins de 700 000 habitants,.

### Occupation des sols
L'occupation des sols de la commune, telle qu'elle ressort de la base de données européenne d’occupation biophysique des sols Corine Land Cover (CLC), est marquée par l'importance des territoires agricoles (60,7 % en 2018), en diminution par rapport à 1990 (64,7 %). La répartition détaillée en 2018 est la suivante:  
- terres arables (44,5 %),
- forêts (18,9 %),
- zones urbanisées (10,5 %),
- eaux continentales[Note 6] (9,9 %),
- prairies (7,2 %),
- cultures permanentes (4,8 %),
- zones agricoles hétérogènes (4,2 %)[19].

L'évolution de l’occupation des sols de la commune et de ses infrastructures peut être observée par les différentes représentations cartographiques du territoire depuis la carte de Cassini (XVIIIe siècle), la carte d'état-major (1820-1866) et les cartes ou photos aériennes de l'IGN pour la période 1950 à aujourd'hui.

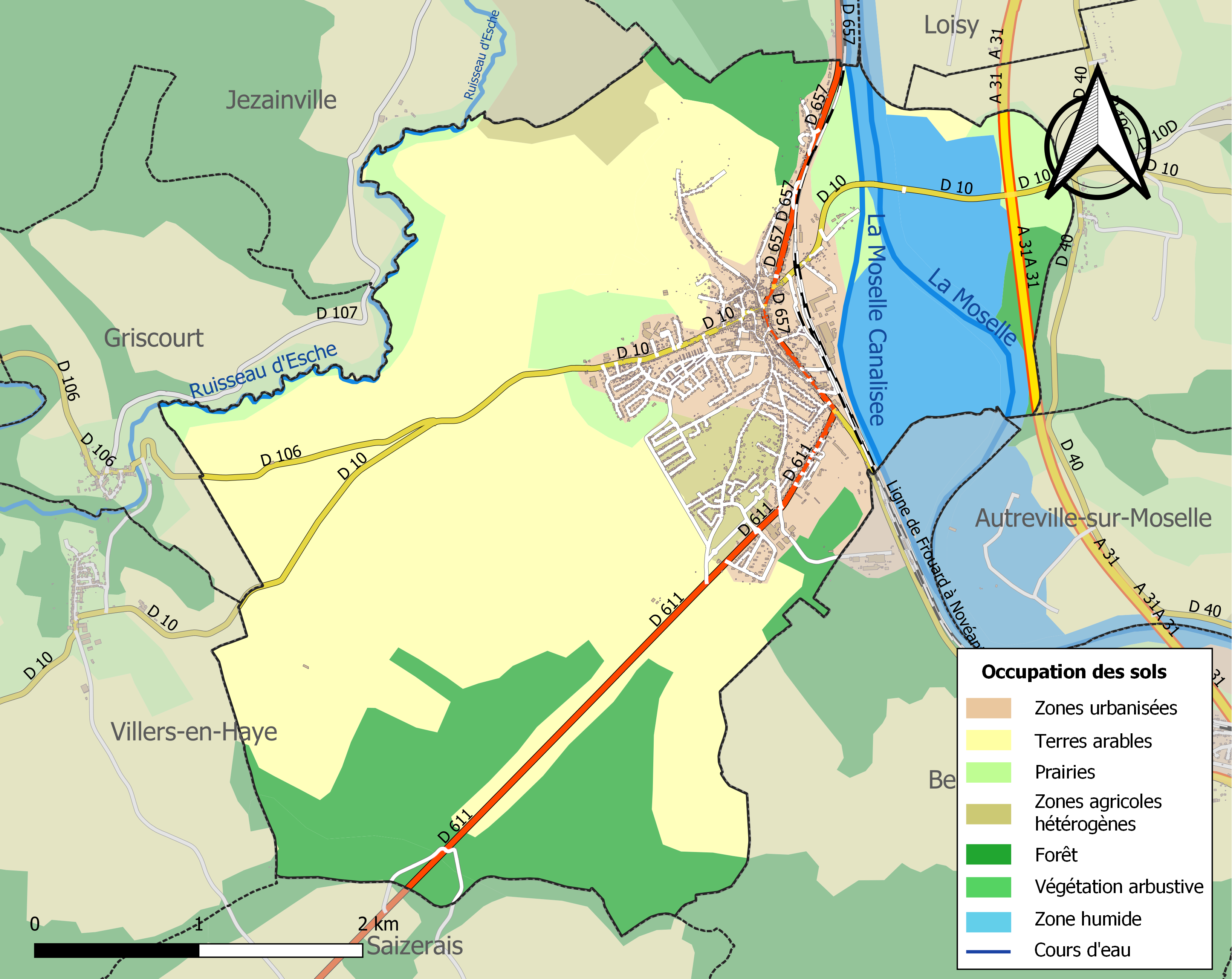
Carte des infrastructures et de l'occupation des sols de la commune en 2018 (CLC).

La commune fait partie du Parc naturel régional de Lorraine.

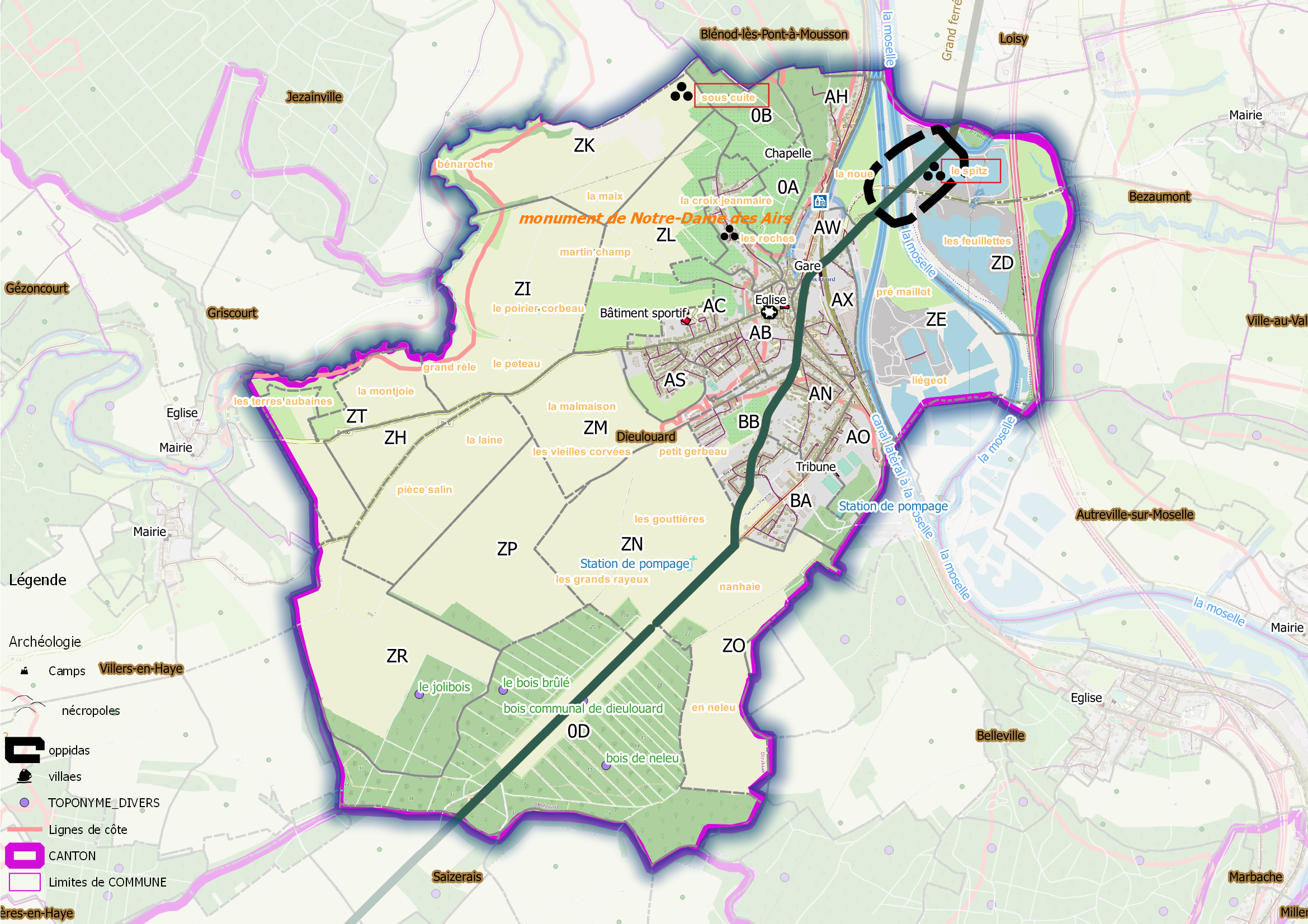
Figure 1 - Dieulouard (ban communal).

### Lieux-dits, hameaux et écarts
- Gellamont
- Scarpone

### Voies de communication et transports
Dieulouard se situe entre Pont-à-Mousson et Nancy, sur la rive gauche de la Moselle, au pied d'une falaise calcaire au sommet de laquelle se trouve le monument de Notre-Dame-des-Airs. Cette petite ville d'environ 5 000 habitants est très bien desservie, notamment par la N 411 qui va de Toul à Dieulouard. Pour se rendre à Nancy ou à Metz, qui ne sont qu'à une trentaine de minutes de Dieulouard, les habitants disposent de moyens routiers (A31, N 57) et ferroviaires (TER).

## Toponymie

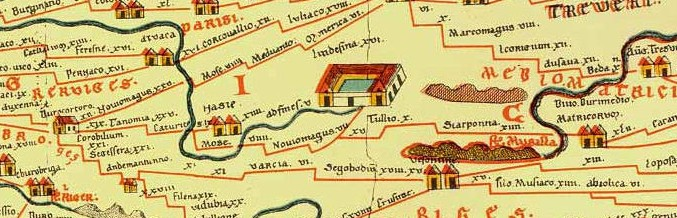
Scarpona sur la table de Peutinger.

L'actuelle ville de Dieulouard a pris la suite de la cité gallo-romaine de Scarpone.
Le nom est attesté sous les formes, : Castellum Deilauvart (992-1025) ; Castrum quod dicitur Deus Louvart (1028) ; Castrum Desluardum (1041-1046) ; Deulewart (1082) ; D[eu]slowart (1090-1107) ; Deulewart (1120-1163) ; Deusteuward (1156) ; Deulouart (1184) ; Deilowart (1240) ; Deulowart (1249) ; Deulouvart et Delouard (1253) ; Dieulewart (1270) ; Dei Custodia (1277) ; Delouwart (1278) ; Deilewart (1285) ; Deullouart (1323) ; Deulowairt (1335) ; Duaillewart (1425) ; Deullewart (XVe siècle) ; Dieullewart (1498) ; Dieulowart (1551) ; Dieueleward (1594) ; Dieulewart (1623) ; Dieulewardt (1637).
Le nom de Dieulouard résulte de l'évolution de Deu la ward, c'est-à-dire « Dieu la garde, la préserve », que lui donnèrent les premiers seigneurs,.
À la suite de la Révolution française, la commune reprit en 1793 le nom de Scarpone, qu'elle conserva jusqu'en 1801. En réalité, Scarponne et Dieulouard sont deux villes distinctes. Scarponne, ville gauloise, est disparue depuis longtemps.

## Histoire

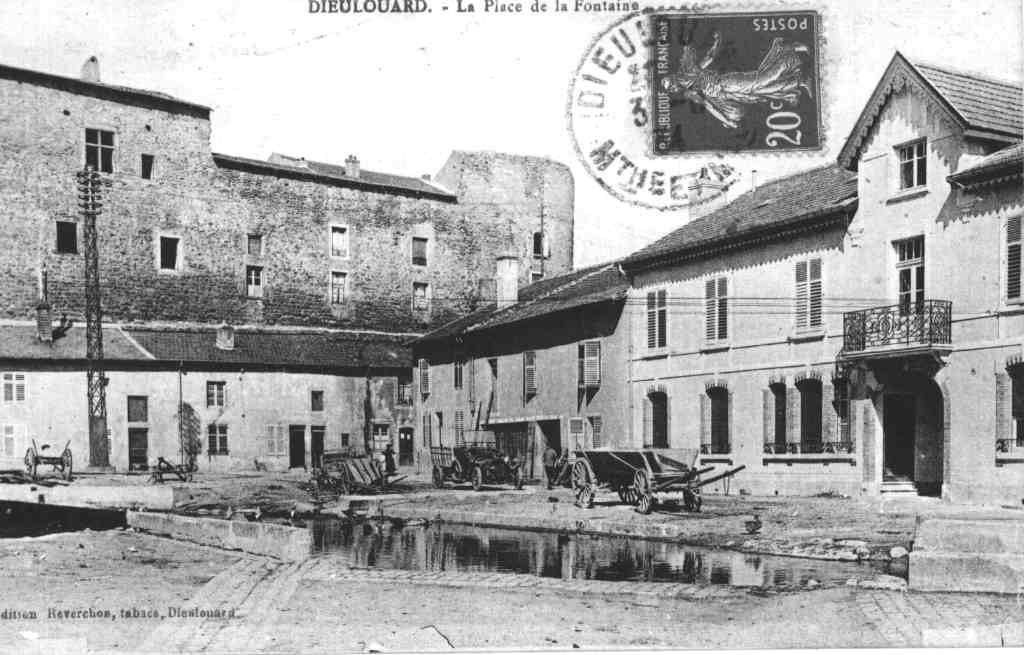
La place de la Fontaine à Dieulouard vers 1924.

### De Scarpone à Dieulouard
L'actuelle ville de Dieulouard a pris la suite de la cité gallo-romaine de Scarpone ou Scarponne, située sur une île de la Moselle, à la limite du pays des Médiomatriques et de celui des Leuques, là où la voie romaine de Metz à Reims par Nasium traversait la Moselle pour rejoindre Toul. Bien que ce point reste discuté, il est généralement admis que les Leuques seraient à l'origine de la fondation de Scarpone, qui a donné son nom à la porte Serpenoise à Metz. À l'époque romaine, Scarpone fait partie de la province de Gaule Belgique, dont la capitale est Durocortorum (Reims), puis de la province de Belgique Première, dont la capitale est Augusta Treverorum (Trèves). Scarpona figure sur la carte de Peutinger et dans l'Itinéraire d'Antonin. En 366 (ou 367), Flavius Jovin défait les Alamans près de Scarpone. En 451, les Huns envahissent la Gaule sous la conduite d'Attila et mettent à sac la ville de Metz après avoir vainement tenté de s’emparer de Scarpone.

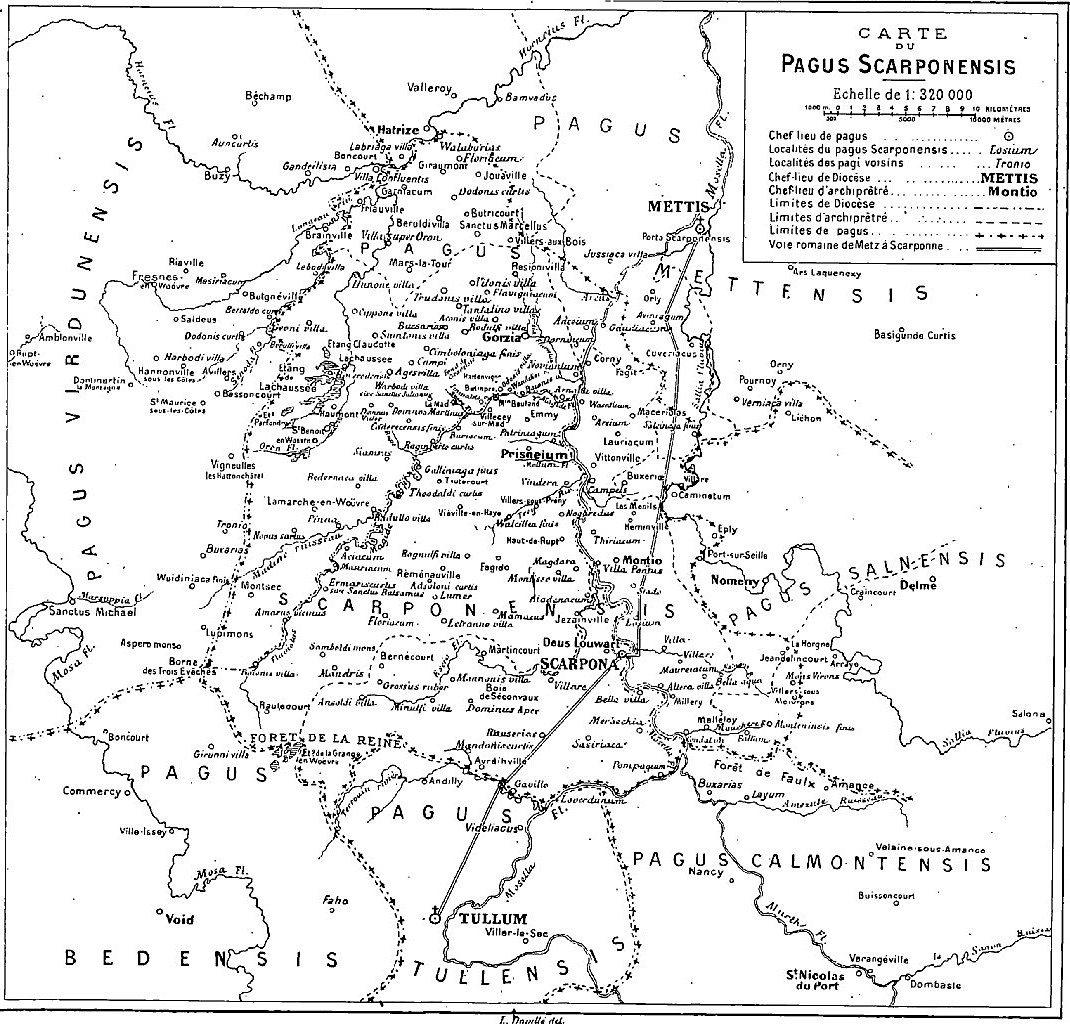
Carte du pagus Scarponensis.

Au début du Moyen Age, Scarpone est la ville la plus importante du pagus Scarponensis,. Celui-ci est limité au sud par le pagus Tullensis (autour de Toul), au sud-ouest par le pagus Bedensis (le pays de Blois qui a survécu dans les noms de Broussey-en-Blois et Rosières-en-Blois), à l'ouest et au nord-ouest par le pagus Virdunensis ou Verdunensis (autour de Verdun), au nord-est par le pagus Mettensis (autour de Metz), à l'est par le pagus Salinensis ou Salnensis (le Saulnois) et au sud-est par le pagus Calvomontensis ou Calmontensis (le Chaumontois). Le nom du pagus Scarponensis, connu notamment par le cartulaire de Gorze, a connu plusieurs variantes : pagus Scarmensis, Scarbonensis ou Carmensis.
À la suite du traité de Meersen en 870, le pagus Scarponensis passe à Charles le Chauve avec le Verdunois et le Toulois. Il marque la frontière orientale du royaume de Francie occidentale jusqu'au traité de Ribemont en 880. Il fait ensuite partie de la Francie orientale malgré les efforts des derniers carolingiens, Charles III le Simple et Lothaire.
En 985, Lothaire s’empare de Verdun, fait prisonnier le comte Godefroy et vient mettre le siège devant Scarpone. La comtesse Mathilde de Saxe, épouse de Godefroy, tient tête à l’envahisseur. Godefroy n'est libéré qu'après l’avènement d'Hugues Capet en 987.
En 997, Frédéric, fils de Godefroy le Captif, cède le comté de Scarpone à Heimon (ou Haymon), évêque de Verdun. Cette cession, qui devient effective à la mort de Frédéric en 1022, coïncide probablement avec la fondation du village de Dieulouard sur la rive gauche de la Moselle. Certains auteurs situent la destruction finale de Scarpone en 1007 et l'attribuent à Henri II, roi de Germanie, ou à son successeur, Conrad II. Les derniers habitants de la localité se replient alors sur Dieulouard, dont Scarpone n'est plus dès lors qu'un simple hameau. Le pagus Scarponensis tenu par les comtes de Charpeigne n'est plus cité après 1028. Il a probablement été partagé entre les trois places fortes de Dieulouard, Mousson et Prény.
En 1793, pour suivre le décret de la Convention du 25 vendémiaire an II invitant les communes ayant des noms pouvant rappeler les souvenirs de la royauté, de la féodalité ou des superstitions, à les remplacer par d'autres dénominations, Dieulouard se renomme Scarpone.

### Événements notables depuis 997
- 1020 : consécration de la collégiale Saint-Laurent (supprimée en 1602 à la suite de la création d'une primatiale à Nancy).
- 1140 : concile provincial visant à mettre fin aux usurpations de biens ecclésiastiques commises par Théodoric d’Imbercourt, châtelain de Bar.
- 1320 : date approximative de la charte d'affranchissement accordée aux habitants de Dieulouard par Henri d'Apremont, évêque de Verdun.
- 1429 : Jean de Dieulouard, écuyer de René d'Anjou, accompagne Jeanne d'Arc à Nancy et à Chinon.
- 1504 : consécration de l'église paroissiale Saint-Sébastien.
- 1552 : la prévôté de Dieulouard est réunie à la France par Henri II en même temps que les trois évêchés de Metz, Toul et Verdun.
- 1608 : installation des Bénédictins anglais à Dieulouard (dans les locaux de l'ancienne collégiale Saint-Laurent).
- 1660 : date approximative du démantèlement du château de Dieulouard.
- 1790 : Dieulouard fait partie du département de la Meurthe.
- 1793 : expulsion des Bénédictins anglais.
- 1870 : le 27e régiment d'infanterie se trouve engagé dans l'affaire de Dieulouard (13 août).
- 1871 : Dieulouard fait partie du département de Meurthe-et-Moselle.
- 1873 : implantation de l'usine Gouvy à Dieulouard.
- 1918 : deux bombes allemandes tombent sur l'église Saint-Sébastien sans exploser.
- 1920 : inauguration du monument de Notre-Dame-des-Airs.

## Politique et administration

### Liste des maires
| Période                                  | Période                   | Identité                                      | Étiquette | Qualité                                                                             |
| ---------------------------------------- | ------------------------- | --------------------------------------------- | --------- | ----------------------------------------------------------------------------------- |
| 1944                                     | 1972                      | Charles Roth                                  | SFIO      | Artisan                                                                             |
| 1972                                     | mars 1989                 | Charles Guerné                                |           |                                                                                     |
| mars 1989                                | 1990                      | Yvon Biston                                   | PS        | Directeur d'école                                                                   |
| 1990                                     | -                         | Délégation spéciale                           |           |                                                                                     |
| 1990                                     | mars 2008                 | Yvon Biston                                   | PS        | Directeur d'école retraité Conseiller général du canton de Dieulouard (2001 → 2015) |
| mars 2008                                | En cours (au 25 mai 2020) | Henri Poirson, Réélu pour le mandat 2020-2026 | DVD       | Ancien cadre                                                                        |
| Les données manquantes sont à compléter. |                           |                                               |           |                                                                                     |

### Jumelages
- Lampertheim (Hesse) (Allemagne)

## Population et société

### Démographie

#### Évolution démographique
L'évolution du nombre d'habitants est connue à travers les recensements de la population effectués dans la commune depuis 1793. Pour les communes de moins de 10 000 habitants, une enquête de recensement portant sur toute la population est réalisée tous les cinq ans, les populations de référence des années intermédiaires étant quant à elles estimées par interpolation ou extrapolation. Pour la commune, le premier recensement exhaustif entrant dans le cadre du nouveau dispositif a été réalisé en 2006.

En 2022, la commune comptait 4 603 habitants, en évolution de −3,24 % par rapport à 2016 (Meurthe-et-Moselle : −0,13 %, France hors Mayotte : +2,11 %).
| 1793 | 1800  | 1806  | 1821  | 1831  | 1836  | 1841  | 1846  | 1851  |
| ---- | ----- | ----- | ----- | ----- | ----- | ----- | ----- | ----- |
| 925  | 1 294 | 1 333 | 1 291 | 1 332 | 1 430 | 1 420 | 1 513 | 1 601 |

| 1856  | 1861  | 1872  | 1876  | 1881  | 1886  | 1891  | 1896  | 1901  |
| ----- | ----- | ----- | ----- | ----- | ----- | ----- | ----- | ----- |
| 1 460 | 1 507 | 1 315 | 1 650 | 1 782 | 1 806 | 1 918 | 1 993 | 2 245 |

| 1906  | 1911  | 1921  | 1926  | 1931  | 1936  | 1946  | 1954  | 1962  |
| ----- | ----- | ----- | ----- | ----- | ----- | ----- | ----- | ----- |
| 2 397 | 2 571 | 1 953 | 2 657 | 3 026 | 3 303 | 3 453 | 3 536 | 4 854 |

| 1968  | 1975  | 1982  | 1990  | 1999  | 2006  | 2011  | 2016  | 2021  |
| ----- | ----- | ----- | ----- | ----- | ----- | ----- | ----- | ----- |
| 5 332 | 5 372 | 5 212 | 4 903 | 4 767 | 4 609 | 4 548 | 4 757 | 4 658 |

| 2022  | - | - | - | - | - | - | - | - |
| ----- | - | - | - | - | - | - | - | - |
| 4 603 | - | - | - | - | - | - | - | - |

#### Pyramide des âges
La population de la commune est moins jeune que celle du département. En 2018, le taux de personnes d'un âge inférieur à 30 ans s'élève à 34,6 %, soit un taux inférieur à la moyenne départementale (36,8 %). Le taux de personnes d'un âge supérieur à 60 ans (25,4 %) est identique au taux départemental (25,4 %).
En 2018, la commune comptait 2 382 hommes pour 2 378 femmes, soit un taux de 50,04 % d'hommes, supérieur au taux départemental (48,57 %).
Les pyramides des âges de la commune et du département s'établissent comme suit :
| Hommes | Classe d’âge | Femmes |
| ------ | ------------ | ------ |
| 0,4    | 90 ou +      | 1,1    |
| 6,4    | 75-89 ans    | 11,0   |
| 15,6   | 60-74 ans    | 16,2   |
| 19,9   | 45-59 ans    | 20,2   |
| 20,5   | 30-44 ans    | 19,4   |
| 18,8   | 15-29 ans    | 15,7   |
| 18,5   | 0-14 ans     | 16,4   |

| Hommes | Classe d’âge | Femmes |
| ------ | ------------ | ------ |
| 0,6    | 90 ou +      | 1,8    |
| 6,6    | 75-89 ans    | 9,3    |
| 16,2   | 60-74 ans    | 17,4   |
| 19,5   | 45-59 ans    | 18,9   |
| 18,9   | 30-44 ans    | 18     |
| 20,6   | 15-29 ans    | 18,9   |
| 17,6   | 0-14 ans     | 15,6   |

### Sports
(août 2021).
- Dieulouard est réputée en Meurthe-et-Moselle pour le handball avec une équipe en nationale 2, l'ESS Dieulouard HB, après une belle saison[Quand ?] qui l'a vue terminer deuxième de N3.
- Le club de football Étoile sportive qui a eu des résultats honorifiques dans les années 1970 avec le 7e tour de la Coupe de France atteint plusieurs fois. Cette association sportive fut dissoute tant par manque de finances que de jeunes et de dirigeants.
- Tennis.
- Le club local de rugby, jumelé avec la commune voisine de Liverdun, fait régulièrement bonne figure au sein du Comité territorial d'Alsace-Lorraine. En Promotion d'honneur pour la saison 2011-2012, le club a vu cette saison l'arrivée de nombreux joueurs, débutants ou confirmés. Les effectifs de l'école de rugby ne cessent de croître.

## Économie
Les historiens s'accordent à décrire une économie essentiellement agricole et viticole au XIXe siècle : « Surf. Terr. 1768 hect. dont 1072 en terres lab., 146 en prés, 129 en vignes, 235 en bois. »,
Mais Lepage précise également que l’économie industrielle et artisanale utilisait la force motrice de l’eau :

« le ruisseau, remarquable par l'abondance et la limpidité de ses eaux, sort de dessous le château de Dieulouard ; dans un cours de 700 mètres, il fait mouvoir un moulin, une féculerie et une filature, puis va se perdre dans la Moselle. »

### Secteur primaire (agriculture)
Le secteur primaire comprend, outre les exploitations agricoles et les élevages, les établissements liés à l’exploitation de la forêt et les pêcheurs.
D'après le recensement agricole 2010 du ministère de l'Agriculture (Agreste), la commune de Dieulouard était majoritairement orientée sur la production de céréales et d'oléagineux sur une surface agricole utilisée d'environ 800 hectares (en deçà de la surface cultivable communale) stable depuis 1988. Le cheptel en unité de gros bétail s'est réduit de 170 à 58 entre 1988 et 2010. Il n'y avait plus que six exploitations agricoles ayant leur siège dans la commune employant neuf unités de travail.

## Culture locale et patrimoine

### Lieux et monuments

#### Édifices civils
- Voie romaine Reims-Metz.

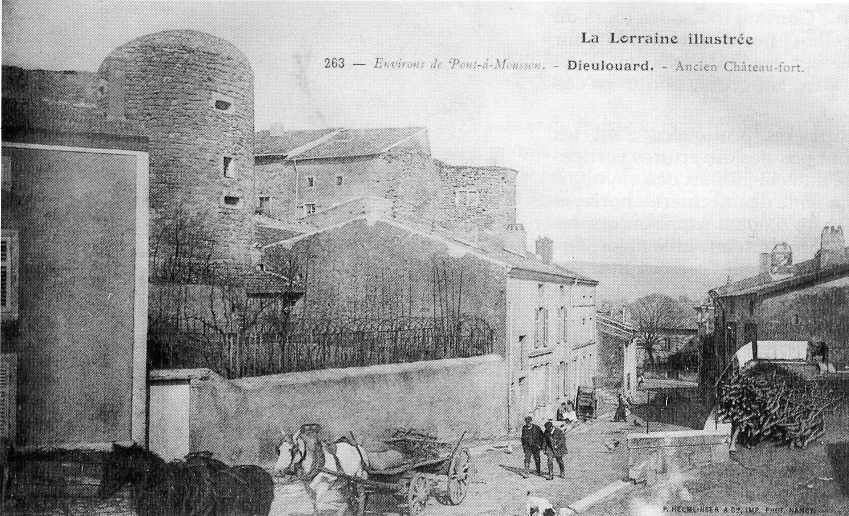
Le château de Dieulouard vers 1900.

- Vestiges de la Scarpone antique : remparts du castellum, IVe siècle.
- Château de Dieulouard : ancien château épiscopal bâti aux environs de l'an 1000 (plus précisément en 997, selon la tradition locale) pour protéger les habitants du nouveau village de Dieulouard. Il fut remanié XVIe siècle pour s'adapter aux armes à feu, et démantelé en 1660 par Louis XIV. Composé d'une enceinte polygonale flanquée jadis de sept tours rondes et d'une tour carrée, d'une chapelle castrale (église paroissiale depuis 1481) et des restes du chemin de ronde. Il héberge l'Association des amis du Vieux Pays. Les vestiges du château sont inscrits au titre des monuments historiques par arrêté du 19 janvier 1927[41].
- École aux Moines : ancienne collégiale Saint-Laurent, consacrée en 1020 et supprimée en 1602 à la suite de la création d'une primatiale à Nancy ; prieuré des Bénédictions anglais réfugiés à Dieulouard de 1608 à 1793.
- Plusieurs immeubles remarquables notamment de la Renaissance, dont la maison des Voués.

#### Édifices religieux
- Chapelle Notre-Dame-des-Airs : chapelle commémorative de la Première Guerre mondiale, monument inauguré en 1920, supportant une statue de la Vierge haute de trois mètres et dominant l'ancien site de Scarpone et la vallée de la Moselle (48° 51′ 02,4″ N, 6° 04′ 14,5″ E).
- Église Saint-Sébastien : église de style gothique, consacrée en 1504, édifiée sur un escarpement rocheux au-dessus d'une crypte médiévale. Les enveloppes métalliques de deux bombes allemandes, tombées en 1918 sur l’église sans exploser, ont été conservées et fixées à deux piliers de la nef. La crypte renferme une statue de la Vierge en terre cuite. Deux vitraux évoquent des épisodes de l'histoire locale, la victoire de Jovin sur les Alamans (366) et le concile de Dieulouard (1140). L'église est inscrite au titre des monuments historiques par arrêté du 29 octobre 1926[42].
- Plusieurs calvaires, tous disparus.

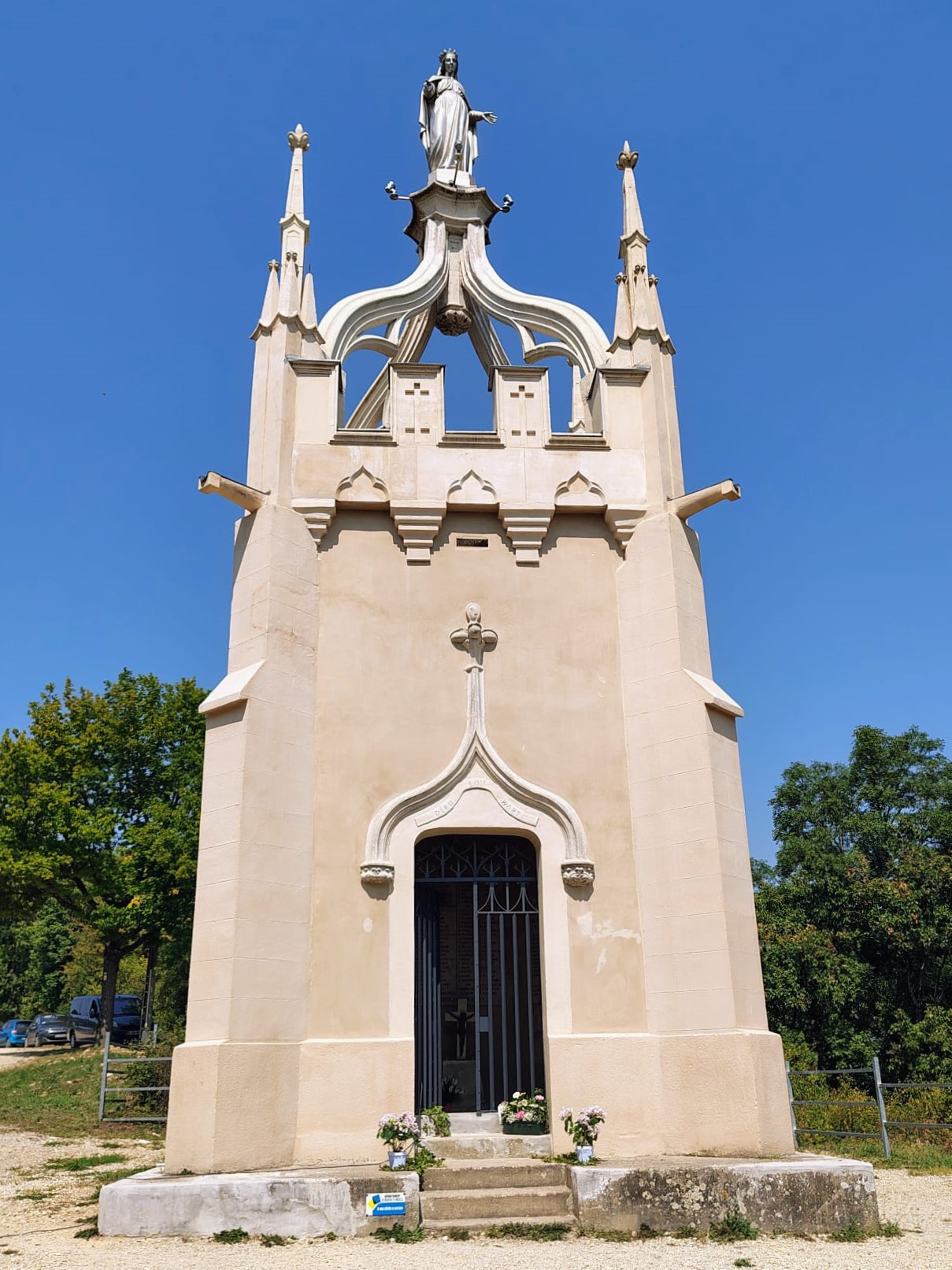
Chapelle Notre-Dame-des-Airs.
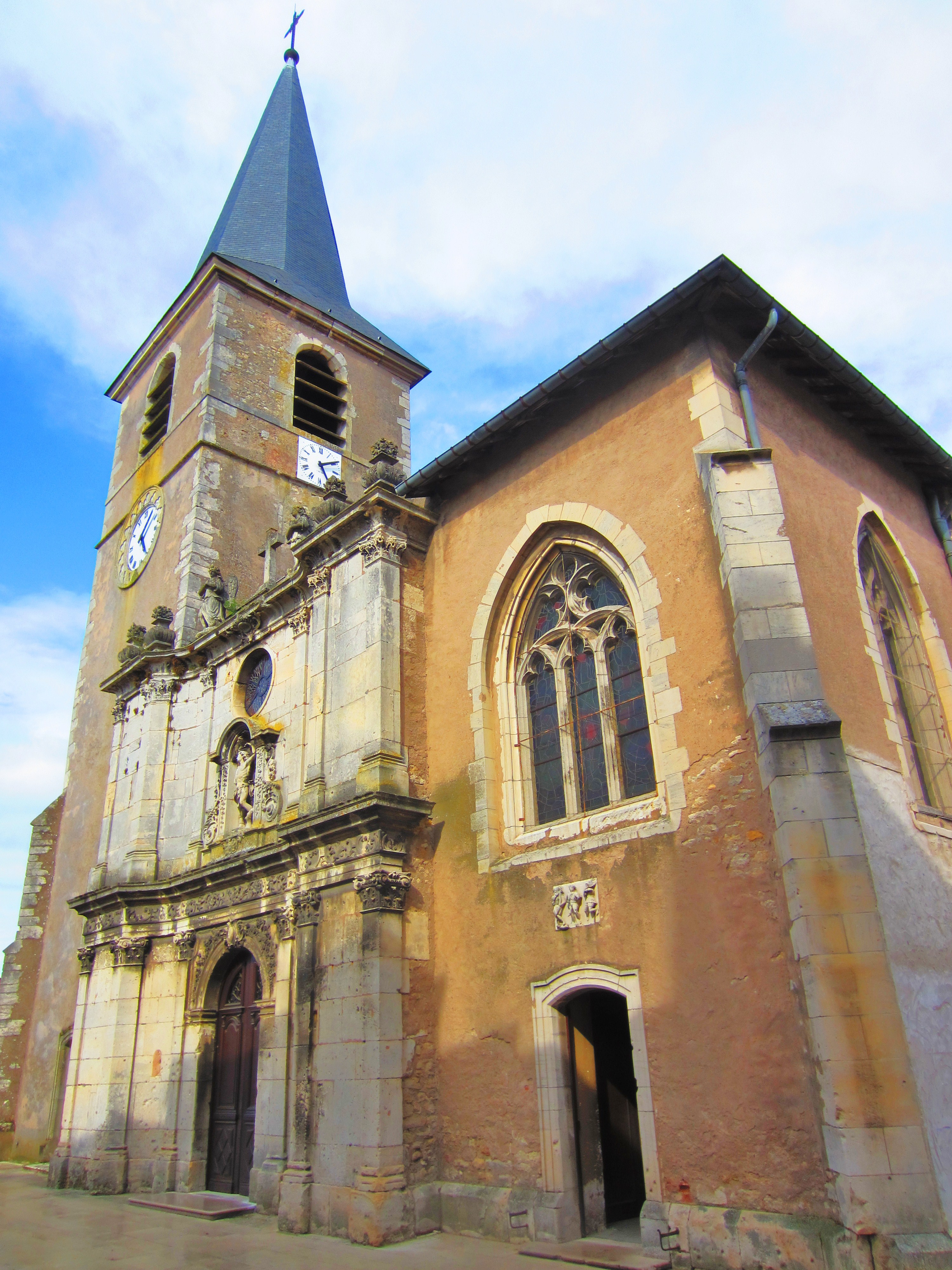
Église Saint-Sébastien.
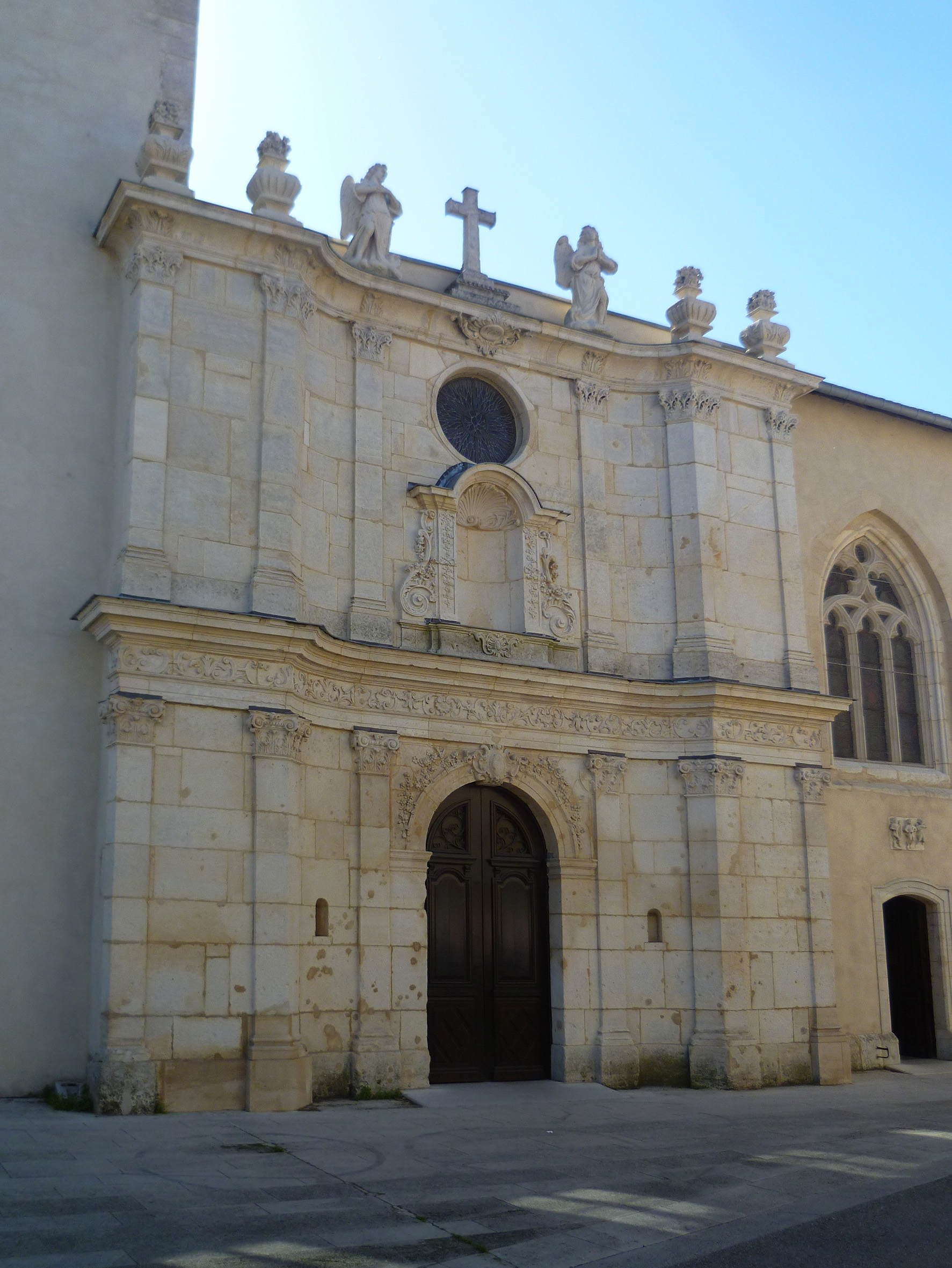
Portail daté de 1739, ajouté par Nicolas Barthélémy, curé de Dieulouard.
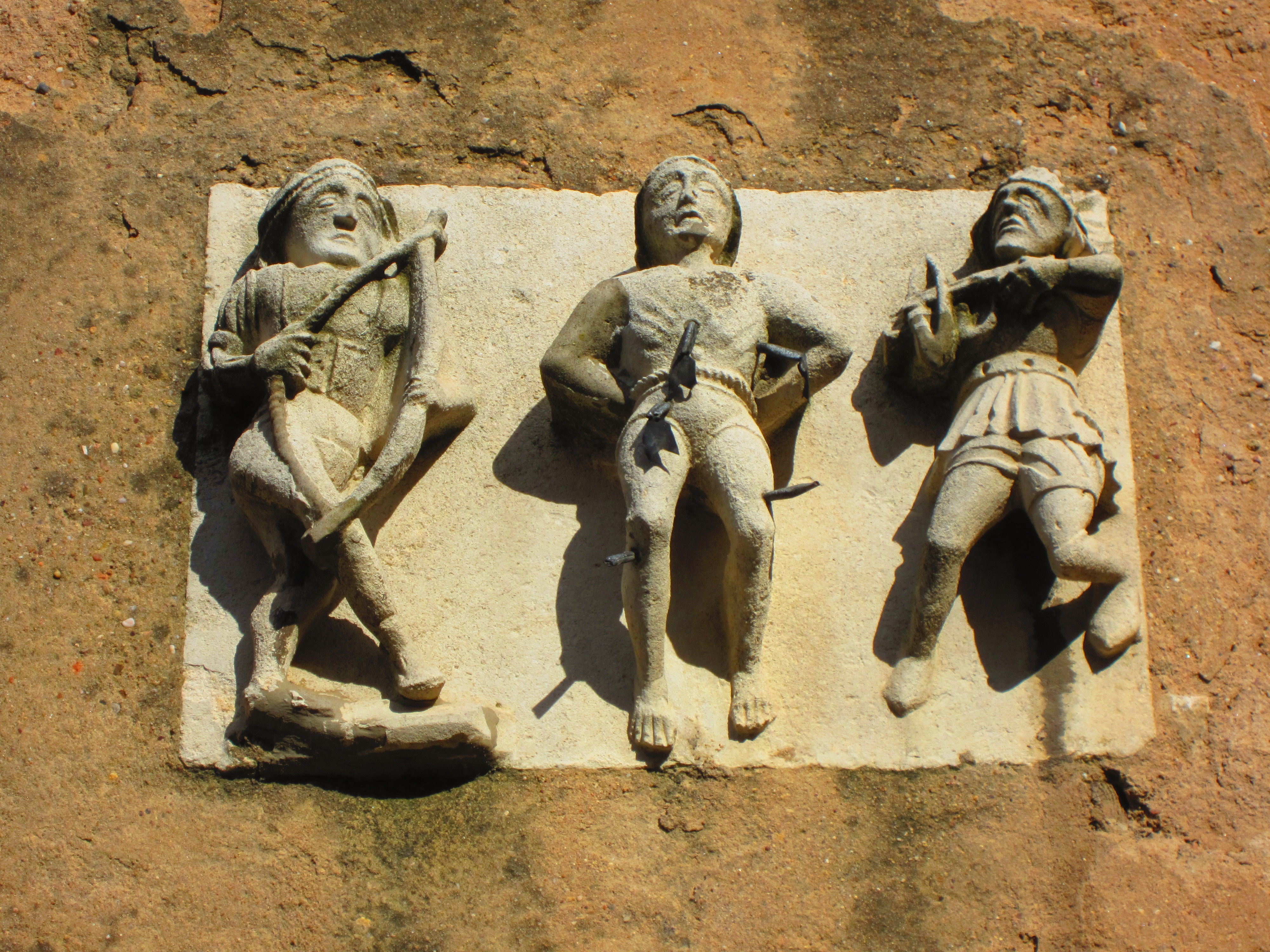
Détail de la porte de l'église : le martyre de saint Sébastien.
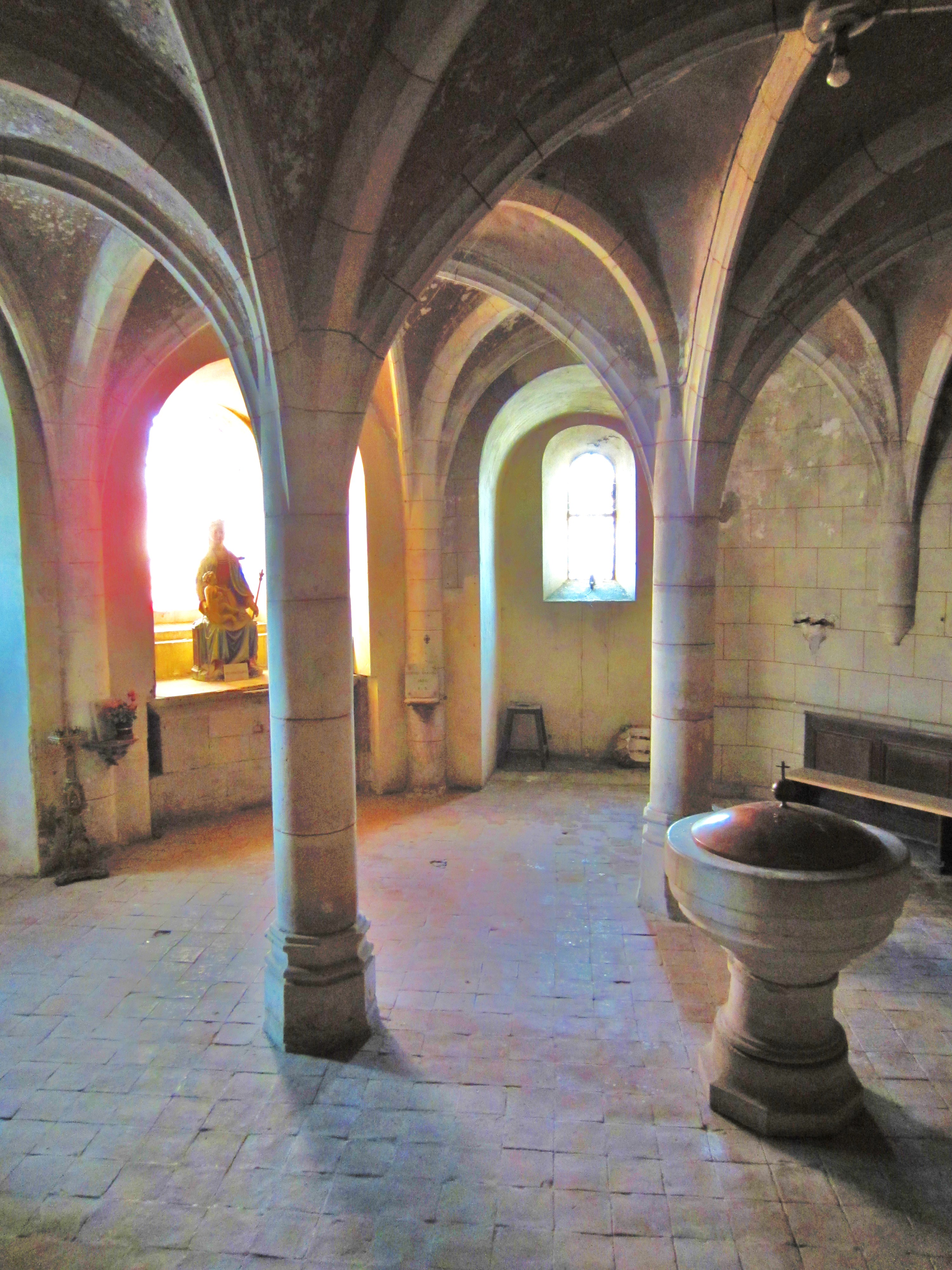
Crypte de l'église.

### Équipements culturels
- Musée des Amis du Vieux-Pays, au château : vestiges gallo-romains du site de Scarpone, reconstitution d'un cimetière d'inhumations sous tuiles.

### Personnalités liées à la commune
- Edward Mayhew (le fondateur) et plusieurs générations de moines anglais en exil qui de 1608 à 1793 vécurent dans leur prieuré bénédictin attaché à l'ancienne collégiale Saint-Laurent.
- Augustin Sesmat (1885-1957), mathématicien et logicien, né à Dieulouard.
- Charles Baudouin (1893-1963), psychanalyste et écrivain en Suisse, a vécu à Dieulouard durant son enfance.
- Pierre André (1903-1983), homme politique.

### Héraldique
| Blason de Dieulouard | Blason  | De gueules à la crosse épiscopale d'or mise en pal, accostée de deux épées d'argent la pointe en bas. |
| Blason de Dieulouard | Détails | Le statut officiel du blason reste à déterminer.                                                      |